# Мамаша Кураж и её дети
«Мама́ша Кура́ж и её де́ти» (нем. Mutter Courage und ihre Kinder) — пьеса немецкого поэта и драматурга Бертольта Брехта, имеющая подзаголовок «Хроника времен Тридцатилетней войны»; написана в 1938—1939 годах в соавторстве с Маргарет Штеффин и является одним из самых ярких воплощений теории «эпического театра».

## История создания
Работу над пьесой «Мамаша Кураж и её дети» Брехт начал в эмиграции в канун Второй мировой войны. «Когда я писал, — признался он позже, — мне представлялось, что со сцен нескольких больших городов прозвучит предупреждение драматурга, предупреждение о том, что кто хочет завтракать с чертом, должен запастись длинной ложкой. Может быть, я проявил при этом наивность… Спектакли, о которых я мечтал, не состоялись. Писатели не могут писать с такой быстротой, с какой правительства развязывают войны: ведь чтобы сочинять, надо думать… „Мамаша Кураж и её дети“ — опоздала». Начатая в Дании, которую Брехт вынужденно покинул в апреле 1939 года, пьеса была закончена в Швеции осенью того же года, когда война уже шла.
Источником Брехту послужила повесть непосредственного участника Тридцатилетней войны немецкого прозаика Г. фон Гриммельсгаузена «Подробное и удивительное жизнеописание отъявленной обманщицы и бродяжки Кураж» (нем. Ausführliche und wunderseltsame Lebensbeschreibung der Erzbetrügerin und Landstörzerin Courage), написанная в 1670 году. Но если у Гриммельсгаузена Кураж — авантюристка, которая, путаясь с полковыми офицерами, богатеет, а затем терпит неудачи и превращается в маркитантку, то Брехт в своей пьесе разделил судьбу и черты Кураж между двумя героинями — Иветтой Потье и Анной Фирлинг, по прозвищу мамаша Кураж. В Стокгольме к сочинению Гриммельсгаузена добавился ещё один источник — история маркитантки Лотты Сверд из «Сказаний прапорщика Столя» Й. Л. Рунеберга.
Элементы «эпического театра», позволяющие соединить драматическое действие с эпической повествовательностью и включить в спектакль самого автора, помимо традиционных для Брехта зонгов, представлены в пьесе комментирующими надписями, предваряющими каждую сцену, — по замыслу драматурга, они должны размещаться на занавесе или на заднике сцены и воссоздавать (как и позже в «Карьере Артуро Уи») историческую канву. Брехт не извинял Кураж, но и не обвинял её, своеобразным «эффектом очуждения» здесь стала неспособность героини осознать катастрофические результаты её военного бизнеса: для драматурга не важно было, прозреет ли Кураж, — прозреть должен зритель, и, соответственно, в пьесе не было недостатка в аллюзиях на современность; драматург считал, что запечатлел в своей пьесе «современное сознание большинства людей».
В первой редакции «Мамаша Кураж» была поставлена в 1941 году учеником Эрвина Пискатора Леопольдом Линдтбергом в Швейцарии, в цюрихском театре «Шаушпильхауз»; в спектакле были заняты немецкие и австрийские эмигранты, музыку написал Пауль Буркхард. Критика пьесу одобрила, но, по мнению драматурга, не поняла в ней главного: по отзывам критиков у Брехта сложилось впечатление, будто театр представил «трагедию Ниобеи», «буржуазная печать сочла возможным заговорить… о потрясающей неистребимой живучести материнского начала», — что побудило его написать новые варианты 1-й и 5-й картин и ужесточить характер главной героини. Так, в первоначальной редакции картины V в душе Кураж человечность одерживала верх над алчностью и, скрепя сердце, она разрывала на бинты для раненых дорогие офицерские сорочки, — в окончательной редакции Катрин эти сорочки вырывает у неё силой. В новой редакции «Мамаша Кураж», при непосредственном участии автора, была поставлена в 1949 году в Берлине, — с этого спектакля началась история театра «Берлинер ансамбль».
Спустя много лет после написания пьесы Брехт открыл для себя в образе Анны Фирлинг «символический смысл»: «…Возникает, — записал он в январе 1953 года в своём „рабочем журнале“, — образ Германии, ведущей разбойничьи войны, уничтожающей других и саму себя, не извлекающей уроков из всех своих катастроф».
На русском языке пьеса впервые была опубликована в 1956 году в переводе Соломона Апта; в пятитомник Брехта, изданный в 60-х годах, пьеса вошла в переводе Бориса Заходера и Всеволода Розанова.

## Действующие лица
- Мамаша Кураж
- Катрин (Kattrin) — её немая дочь
- Эйлиф (Eilif) — её старший сын
- Швейцеркас (Schweizerkas) — её младший сын
- Повар
- Полковой священник
- Иветта Потье
- Фельдфебель
- Вербовщик
- Каптенармус

## Сюжет
Действие пьесы происходит во время Тридцатилетней войны, обернувшейся для Германии национальной катастрофой.
Весна 1624 года; шведский военачальник Аксель Оксеншерна набирает войско для похода на Польшу, однако вербовка идёт плохо. Фельдфебель и Вербовщик встречают на дороге фургон маркитантки Анны Фирлинг, по прозвищу «Мамаша Кураж». По дорогам войны она скитается со своими взрослыми сыновьями Эйлифом и Швейцеркасом и немой дочерью Катрин. Пока Фельдфебель заговаривает зубы мамаше Кураж, Вербовщик обрабатывает её старшего сына. Несмотря на протесты матери, предсказывающей ему скорую гибель, Эйлиф уходит с Вербовщиком.
Проходит два года. В Польше, у палатки шведского военачальника, мамаша Кураж торгуется с его поваром-голландцем по поводу каплуна; военачальник появляется вместе с Эйлифом, который, как выясняется, совершил подвиг: отбил у крестьян 20 голов скота, изрубив при этом четверых. Полковой священник оправдывает Эйлифа: «Господь наш умел сотворить из пяти хлебов пятьсот, ему и нужды не было. Потому и мог он требовать: люби ближнего своего. Ибо люди сыты были. Ныне не те времена».
Проходит ещё три года; Швейцеркас стал казначеем Финского полка, в который влилась и мамаша Кураж. Война «наладилась», и дела у неё идут — грех жаловаться; в сопровождении священника к Кураж часто заходит повар — поговорить о политике, об этой войне, где, по его словам, «немножко грабёж, немножко резня, немножко поджигательство и, не забыть бы, немножко изнасилие». Тем временем приближаются католики, армия лютеран стремительно отступает, — вместе с не успевшим скрыться священником, дочерью и Швейцеркасом, в последний момент прибежавшим к матери, чтобы спрятать в её фургоне полковую казну, Кураж оказывается на территории, занятой католиками.
Швейцеркас пытается добраться до своего полка, но, едва успев перепрятать ларец, попадает в руки к католикам, давно ищущим казначея. Кураж, чтобы подкупить фельдфебеля и спасти сына, которому грозит смертная казнь, готова заложить свой фургон; бывшая полковая проститутка Иветта даёт ей под залог 200 гульденов и сама ведёт переговоры с фельдфебелем. Однако выплатить долг Кураж рассчитывала из полковой казны, от Иветты она узнаёт: под пытками Швейцеркас признался в том, что, заметив погоню, он выбросил ларец в реку. Выкупать фургон не на что, — Кураж просит Иветту поторговаться и снизить «выкуп» за сына; пока она торгуется, Швейцеркаса приговаривают к смертной казни.
Прошло ещё несколько лет; мамаша Кураж со своим фургоном исколесила пол-Европы. Её дело процветает, но в битве под Лютценом погибает шведский король Густав Адольф, и воюющие стороны заключают мир. Для Кураж мир — разорение: теперь её товар никому не нужен; и тем не менее она рада миру: по крайней мере второго сына война у неё не отнимет. У её палатки вновь появляется повар.
Кураж отправляется на базар — продать свой товар, пока за него хоть что-то могут заплатить; в её отсутствие под конвоем приводят Эйлифа: он повторил свой давний «подвиг» — отобрал у крестьянина скотину, зарезав при этом хозяйку; но в мирное время за это расстреливают, и повидаться с матерью ему разрешили перед казнью. Кураж возвращается со своим товаром и счастлива тем, что не успела его продать: как выяснилось, мир закончился и уже третий день опять идёт война. Она вновь отправляется в путь, взяв с собой повара, который ничего не рассказывает ей об Эйлифе.
Осень 1634 года, «война за веру» идёт уже шестнадцать лет. И повару, и Кураж надоело скитаться, торговля не идёт: людям нечем платить; повар получает известие о том, что его мать умерла и оставила ему в наследство маленький трактир; он зовёт с собой Кураж, но — без Катрин: троих его трактир не прокормит. Кураж отказывается бросить дочь.
Два года Кураж и Катрин скитаются по Германии в обозе войска. Фургон останавливается на ночь у крестьянского дома, и Катрин слышит, как три католика требуют, чтобы крестьянин показал им дорогу в город; за ними движется полк. Катрин поднимает тревогу и гибнет. Оплакав дочь, Кураж вновь впрягается в свой фургон: «Надо опять налаживать торговлю».

## Сценическая судьба

### «Мамаша Кураж» в театре Брехта
Спустя десять лет после написания роль мамаши Кураж стала одной из лучших в творческой биографии жены драматурга — актрисы Елены Вайгель, внесшей свою лепту в создание пьесы. Изначально, надеясь поставить пьесу в Швеции, Брехт писал для неё роль немой Катрин, поскольку немота героини освобождала исполнительницу от обязанности владения шведским языком, но ни в Швеции, ни в Финляндии, куда Брехт и Вайгель переселились в апреле 1940 года, поставить «Мамашу Кураж» не удалось; швейцарская премьера состоялась без участия Вайгель, главную роль сыграла другая выдающаяся актриса — Тереза Гизе.
Спектакль, поставленный в 1941 году в цюрихском «Шаушпильхаузе», стал событием театральной жизни Цюриха, — совершенно иная судьба ожидала берлинскую постановку 1949 года. Вернувшись осенью 1948 года в Берлин, в его восточный сектор, вместе с группой немецких эмигрантов — артистов цюрихского театра, Брехт со своим давним соратником Эрихом Энгелем поставил пьесу на малой сцене Немецкого театра — силами своей небольшой труппы. Пьесы Брехта — «Трёхгрошовая опера», «Винтовки Тересы Каррар», сцены из «Страха и отчаяния в Третьей империи» — в эти годы уже ставились в восточной части Германии, но с полным пренебрежением к принципам «эпического театра», что некоторыми критиками одобрялось как преодоление «ложной теории»; Брехту предстояло доказать жизнеспособность своих идей.
Художники Генрих Кильгер и Каспар Неер воспользовались моделью Тео Отто, оформившего цюрихский спектакль, — сценическое пространство складывалось из крупный строений, не призванных создавать иллюзию «подлинности», и поражало своей глубиной. «В семантике сценического пространства, — писал Эрнст Шумахер, — фургон Кураж стал символом бездомности, бесцельности и неприкаянности…». Зонги Брехта ещё в 1946 году положил на музыку Пауль Дессау, — в дальнейшем его музыка звучала во многих постановках «Мамаши Кураж». Спектакль имел несомненный зрительский успех, но вызвал недовольство части критики; так, главный редактор журнала «Театр дер цайт» Ф. Эрпенбек, принципиальный противник «эпического театра», и после «Мамаши Кураж» предрекал, что это театральное направление затеряется в «чуждом народу декадансе».
С «Мамашей Кураж», впервые представленной публике 11 января 1949 года, с Еленой Вайгель в главной роли, родился театр «Берлинер ансамбль», вскоре прославившийся на весь мир. В том же году спектакль был удостоен Национальной премии ГДР. 11 сентября 1951 года состоялось его сотое представление; к этой дате Брехт и Энгель частично обновили состав исполнителей, в частности, Повара с этого времени, вместо Пауля Бильдта на протяжении многих лет играл Эрнст Буш, а Священника (вместо Вернера Хинца) — Эрвин Гешоннек и Вольф Кайзер. С этим спектаклем в обновлённом составе «Берлинер ансамбль» гастролировал по всей Европе, пропагандируя принципы «эпического театра»; в 1954 году «Мамаша Кураж» была удостоена первой премии на Всемирном театральном фестивале в Париже — за лучшую пьесу и лучшую постановку (Брехт и Энгель). В обширной критической литературе, посвящённой спектаклю «Берлинер ансамбль», исследователи единодушно отмечали его выдающееся значение в истории современного театра. Вторая редакция «Мамаши Кураж» оставалась в репертуаре театра до 4 апреля 1961 года, когда было дано её 405-е представление; в 1960 году спектакль был увековечен на киноплёнке учениками Брехта — Петером Паличем и Манфредом Веквертом.
Сам Брехт не считал своё сценическое решение единственно возможным, однако подготовил к изданию «модель» спектакля, в которой отметил, «что в основном должна показать постановка „Мамаши Кураж“»: «Что на войне большую коммерцию ведут отнюдь не маленькие люди. Что война, являющаяся ведением той же коммерции, но другими средствами, уничтожает человеческие добродетели даже самых добродетельных людей. Что можно пойти на любые жертвы, лишь бы одолеть войну». И в 1949 году он запретил представление пьесы в Дортмунде, поскольку спектакль, как выяснилось на генеральной репетиции, этим требованиям не отвечал.
«Берлинер ансамбль» и в дальнейшем не раз обращался к «Мамаше Кураж»; так, в 1978 году пьесу поставил Манфред Векверт, с Гизелой Май в главной роли; в 2005 году её поставил новый художественный руководитель театра Клауса Паймана; Анну Фирлинг играла Кармен-Мария Антони, Повара — Манфред Карге. В обеих постановках использовалась музыка Пауля Дессау.

### В других театрах
В 50-х годах началось триумфальное шествие «Мамаши Кураж» по сценам мира. В 1950 году сам Брехт, в содружестве с художником Тео Отто, поставил пьесу в Мюнхенском «Каммершпиле», с Терезой Гизе в главной роли и Хансом Кристианом Блехом в роли Эйлифа. При участии Брехта она была поставлена и в Амстердаме. Уже в 50-х годах «Мамаша Кураж» шла на многих сценах Западной Германии, не пренебрёг ею и Эрвин Пискатор, поставивший пьесу в 1960 году в Городском театре Касселя.
Жан Вилар в 1951 году свою эру в Национальном народном театре (TNP) открыл двумя программными спектаклями — «Сидом» П. Корнеля и «Мамашей Кураж» Брехта; Анну Фирлинг играла Жермен Монтеро и, как отметил один
из критиков, «несмотря на игру, далекую от брехтовских принципов, создала незабываемый образ». В 1955 году состоялась премьера пьесы в Англии, в 1959 — в США; в 1961 году американский режиссёр Кейт Фоулер поставил по пьесе Брехта высоко оценённый критикой спектакль на родине У. Шекспира — в Стратфорд-на-Эйвоне.

### «Мамаша Кураж» в России
В 1957 году «Мамаша Кураж» была показана в Москве и Ленинграде во время гастролей театра «Берлинер ансамбль», — «эпический театр» Брехта слишком очевидно расходился с традициями русского театра, что сказалось на восприятии. Так, известный театральный и литературный критик Ю. Юзовский на страницах журнала «Театр» писал: «Мы находим, что… в театре несколько нарушен баланс между разумом и чувством, что законное господство и даже, допускаем, диктатура разума перерастают законные рамки, что подозрительность, какую театр обнаруживает к эмоциональной сфере, не всегда бывает оправдана и что разумнее было бы привлечь эти чувства на службу разуму, оказав им больше доверия, что, конечно, и будет вознаграждено». Однако в том же номере «Театра» был высказаны и другие мнения: «В спектакле „Мамаша Кураж“, — писал, например, А. Мацкин, — Брехт — драматург, режиссёр и теоретик — выступает в счастливом единстве; это вершина его эпического, так называемого „антиаристотелевского“ искусства. И наша позиция зрителей вполне соответствует идеалу Брехта… Только в драматические минуты действия… вопреки кодексу Брехта, мы из зрителей наблюдающих превращаемся в зрителей сопереживающих».
Тем не менее постановки «Мамаши Кураж», как и других пьес Брехта, в России всегда были сопряжены с проблемой непривычности. Первым на постановку пьесы отважился руководимый Н. Охлопковым Московский театр им. Маяковского в 1960 году. Спектакль, поставленный М. Штраухом (в главной роли выступила Юдифь Глизер), по свидетельствам критиков, был далёк от принципов эпического театра, но доказал возможность иных режиссёрских трактовок драматургии Брехта и, во всяком случае, отвечал стремлению Н. Охлопкова создать «театр потрясения». Так, критик Н. Толчёнова писала: «Здесь Брехт звучит грозно, мрачно. Он объемен и торжествен, словно музыка Бетховена в органном исполнении. За обличьем людей средневековья — участников Тридцатилетней войны — отчётливо видишь словно саму человеконенавистническую сущность агрессии. На сцене оживает в образах страшная философия грабежа и насилия, возникают её уродливые порождения, вызванные хищническими стремлениями к наживе…»
В дальнейшем пьеса шла на многих российских сценах и в театрах союзных республиках, но, как правило, эти спектакли не были брехтовскими и почти никогда не становились откровениями. В 1972 году в Театре Сатиры «Мамашу Кураж» поставил Марк Захаров, с музыкой Анатолия Кремера, с Татьяной Пельтцер в главной роли, однако сам режиссёр не считал эту работу своей удачей. Благожелательные отзывы критики вызвала постановка пьесы, осуществлённая в 2012 году Михаилом Левитиным в Московском театре «Эрмитаж», под названием «Кураж» "Быть может, — писал в «Независимой газете» В. Колязин, — после офортов Гойи из серии «Бедствия войны» «Кураж» — самое великое произведение о войне. Мысли маркитантки, погубившей на полях войны всю свою семью ради барыша, поражают одновременно нищетой раболепия и глубиной ощущения меры вещей, искусства выживания. У вечно одержимого жаждой оберио-эксперимента Михаила Левитина хватает дерзости идти поперек Брехта в поисках своей интонации и своего адеквата брехтовскому приему остранения. Брехт 1949 года (…) назвал бы левитинское решение издевательством над его пьесой. Брехт последних лет жизни — мог бы и принять его".
В феврале 2017 года состоялась премьера спектакля «Мамаша Кураж» режиссёр Теодорос Терзопулос на сцене Александринского театра в г. Санкт-Петербург. Сейчас данная постановка прочно вошла в репертуар театра и повторяется ежегодно.

## Экранизации
- 1955 — «Мамаша Кураж и её дети». Швеция — Германия. Режиссёр: Вольфганг Штаудте
- 1965 — «Мамаша Кураж и её дети. Хроника времён Тридцатилетней войны». Германия. Режиссёр: Гарри Буквиц
- 1969 — «Мамаша Кураж и её дети». Бельгия. Режиссёры: Джо Дуа, Берт Штруйс
- 1979 — радиоспектакль Государственного Малого театра СССР «Мамаша Кураж и её дети». СССР. Режиссёр: Владимир Бейлис.
- 1985 — «Дороги Анны Фирлинг». СССР. Режиссёр: Сергей Колосов